# 王調
王 調（おう ちょう、生年不詳 - 30年）は、楽浪郡の漢族系在地豪族。

## 概要
王調は後漢の楽浪太守の劉憲を殺害、「大将軍楽浪太守」を自称して、郡県統治に抵抗したが、郡三老の王閎と郡決曹史の楊邑らによって殺害された。
30年（建武6年）、光武帝が王遵を派遣してこの反乱を鎮圧させようとしたが、王遵が遼東に到着すると、すでに郡三老の王閎と郡決曹史の楊邑らによって王調は殺害されていた。この反乱を契機に後漢は、楽浪郡の地方豪族を県侯とし、一部郡県を県侯として、内政の自治を認めるようになった。
これは単に後漢の政策変更だけではなく、朝鮮諸族の発展によるものであり、王調が反乱を起こした際にも、郡吏が王調の命令に従事するほどに在地勢力が政治的に発展していたことを示している。